# Сувишни извештај
Сувишни извештај (енгл. Minority Report) је филм Стивена Спилберга из 2002. године. Главне улоге тумаче: Том Круз, Колин Фарел, Саманта Мортон и Макс фон Сидоу. Филм се сматра једним од најбољих филмова 2002. године и био је номинован за бројне награде. Био је номинован  за Оскара за најбољу монтажу звука и једанаест награда Сатурн укључујући оне за: најбољег глумца, најбољег споредног глумца и најбољу музику, а освојио је награде за најбољи научнофантастични филм, најбољег режисера и најбољу споредну глумицу. Зарадио је преко 358 милиона долара широм света са буџетом од 102 милиона долара. Преко 4 милиона ДВД-јева је продато током првих месеци од кад су постали доступни. 

## Радња
У Вашингтону 2054. године, убиства не постоје. Могуће је предвидети будућност и кривци се кажњавају пре него што почине злочин. Из центра јединице за предвиђање злочина, унутар Министарства правде, све доказе предвиђају „пре-когови”, три видовита створења чије визије убиства никада нису биле погрешне. Они су најнапреднија јединица за сузбијање криминала у земљи, савршен систем. А нико не ради напорније за ову јединицу од њеног главног човека, шефа Џона Андертона (Том Kруз). Погођен трагичним губитком, Андертон је свој живот посветио систему који потенцијално може да спаси хиљаде људи од трагедије која је њега задесила. Шест година касније, пред гласање да се овај систем примени у целој држави, Џон је убеђен да јединица за предвиђање злочина савршено функционише. Андертон нема разлога за сумњу, све док он не постане главни осумњичени.

## Улоге
| Глумац           | Улога                            |
| ---------------- | -------------------------------- |
| Том Круз         | Џон Андертон                     |
| Колин Фарел      | детектив Дени Витвер             |
| Саманта Мортон   | Агата                            |
| Макс фон Сидоу   | директор Ламар Берџес            |
| Стив Џ. Харис    | Џед                              |
| Кетрин Морис     | Лара Андертон                    |
| Џесика Кепшо     | Ивана                            |
| Нил Макдана      | полицајац Гордон Флечер          |
| Ричард Кока      | полицајац                        |
| Патрик Килпатрик | полицајац Џек Нот                |
| Тим Блејк Нелсон | Гидион, чувар затвора Предзлочин |

## Зарада
- Зарада у САД - 132.072.926 $
- Зарада у иностранству - 226.300.000 $
- Зарада у свету - 358.372.926 $